# Castelo (São Tomé)
Castelo é uma aldeia de São Tomé e Príncipe, localiza-se no Distrito de Cantagalo, ilha de São Tomé, próxima às localidades de Mendes da Silva e de Mato Cana.